# HMS Suffolk (55)
«Саффолк» (55) (англ. HMS Suffolk (55) — військовий корабель, важкий крейсер типу «Каунті» підкласу «Кент» Королівського військово-морського флоту Великої Британії за часів Другої світової війни.

## Історія створення
Крейсер «Саффолк» був закладений 30 вересня 1924 на верфі компанії Portsmouth Dockyard, Портсмут. 31 травня 1928 увійшов до складу Королівських ВМС Великої Британії.

## Історія служби

### 1928—1939
«Саффолк» був четвертим у серії так званих «вашингтонських крейсерів» типу «Кент» був побудований на верфі «Портсмут Докьярд». Крейсер став шостим британським військовим кораблем, який отримав назву на честь графства Саффолк. Перший «Саффолк» з'явився у списках флоту в 1680 році. Безпосереднім попередником-тезкою «вашингтонського крейсера» був також броненосний крейсер типу «Монмут», який увійшов до лав британського флоту в 1904 році.
31 травня 1928 року важкий крейсер «Саффолк» у Портсмуті включений до складу 5-ї далекосхідної ескадри крейсерів, замінивши легкий крейсер «Карлайль», котрий пішов на переобладнання на крейсер ППО. Протягом двох з половиною років перебування на Далекому Сході двічі ремонтувався в Гонконзі — в січні-квітні 1929 року і в лютому-квітні 1930 року. 13 липня того ж року прибув до метрополії, але 2 вересня в Портсмуті знову отримав призначення до 5-ї ескадри крейсерів.
4 грудня 1930 року зазнало катастрофи німецьке торговельне судно Гедвіг (нім. Hedvig) і «Саффолк» взяв участь у рятувальній операції, витягнувши з холодної води 14 моряків німецького судна. 11 листопада 1931 року знову брав участь у рятувальній операції — цього разу екіпажу тральщика типу «Хант» «Петерсфільда», що розбився на скелях Танг Юнг. З січня по травень 1932 року під час японсько-китайського конфлікту знаходився в Шанхаї, де разом з крейсером «Бервік» перебував на захисті інтересів британських громадян.
На початку 1933 року «Саффолк» вийшов у похід до метрополії й 18 травня прибув до Портсмута. До липня на крейсері проводився ремонт, після закінчення якого він повернувся на Далекий Схід. З січня по березень 1934 роки знову виконував флагманські функції замість крейсера «Кент». 5 червня в Йокогамі відбувся похорон переможця російського флоту в Порт-Артурі і Цусімському бою — японського адмірала Хейхатіро Тоґо. «Саффолк» було доручено представляти Велику Британію під час похоронної церемонії.
6—9 жовтня 1934 року втретє взяв участь в операції по «порятунку на водах» — цього разу екіпажу англійського судна City of Cambridge. У тому ж місяці — ремонт в Гонконзі, який тривав до січня 1935 року. У червні прибув до Шанхаю, де на ньому проходила виставка китайського мистецтва. З вересня 1935 року по жовтень 1936 року разом з «Кентом» підданий ґрунтовній модернізації в Чатемі. 5 січня 1937 року в четвертий раз отримав призначення в далекосхідну ескадру. У серпні під час чергового японсько-китайського конфлікту «Саффолк», «Камберленд» і кілька інших кораблів знову здійснили похід у Шанхай. 2 вересня в Гонконзі під час перебування на якорі потрапив під тайфун, у наслідок чого дістав невеликих пошкоджень. 17 травня 1939 року прибув до Портсмута, де пройшов черговий ремонт.

### Початок війни
1 жовтня 1939 року, через місяць після початку Другої світової війни, «Саффолк» був включений до 10-ї ескадри крейсерів Флоту Метрополії і увійшов до складу так званого «Північного патруля» (англ. North Patrol), завданням якого було патрулювання Данської протоки — вузької незамерзаючої смуги моря між Ісландією і Гренландією. У другій половині листопада разом з крейсерами «Девоншир», «Норфолк» і «Делі» брав участь в операції з пошуку німецької рейдерської пари — лінкорів «Шарнгорст» і «Гнейзенау», які в ході свого рейду потопили британський допоміжний крейсер «Равалпінді». У грудні переведений до 1-ї крейсерської ескадри.
З початком 1940 року брав участь в операціях у норвезьких водах, де 14 квітня перехопив німецький танкер Skagerrak. А за три дні брав участь в артилерійському обстрілі британськими кораблями бази гідролітаків у Ставангері. Під час обстрілу крейсер був атакований німецькими пікіруючими бомбардувальниками KG 26 із довколишніх аеродромів і вражений 4 бомбами — однієї 500- і трьома 250-кілограмовими. Через отримання серйозних пошкоджень кормової частини корабель під ескортом есмінців відправили до Скапа-Флоу. 18 квітня після 22,5-годинного буксирування «Саффолк» прибув до бази і був посаджений на мілину. Його ремонт проводився на верфі «Файрфілд» у Говані з 24 травня 1940 по 12 лютого 1941 року, після чого крейсер знову направлений на патрулювання до Північних підходів.

### Операція «Рейнюбунг»
У травні 1941 року німецьке командування запланувало проведення чергової рейдерської операції під кодовою назвою «Рейнюбунг», у ході якої до океанських просторів Північної Атлантики мали прорватися дві новітні одиниці німецького флоту — найсильніший на той момент лінкор світу «Бісмарк», і останній із серії важких крейсерів типу «Адмірал Гіппер» — «Принц Ойген». Володіючи потужним бойовим потенціалом і маючи добре вишколені екіпажі, вони становили серйозну загрозу комунікаціям і судноплавству союзників у північних широтах.

Карта операції «Рейнюбунг», що проводилася німецьким флотом у травні 1941

18 травня 1941 року обидва кораблі Крігсмаріне вийшли з порту окупованої Гдині. Лінкором командував капітан 1 рангу Ернст Ліндеманн, а всією операцією керував адмірал Гюнтер Лют'єнс. 20 травня, про вихід цієї пари стало відомо англійцям і вважаючи метою походу прорив в Атлантику, Адміралтейство привело в стан бойової готовності з'єднання своїх кораблів в стратегічних пунктах на всьому просторі між Шотландією і Гренландією. Командувач флотом Метрополії адмірал Джон Тові на своєму флагманському лінкорі «Кінг Георг V» разом з лінійним крейсером «Ріпалс» і авіаносцем «Вікторіос» знаходився на захід від Фарерських островів, звідки міг почати погоню за німецькими кораблями в будь-якому напрямку. До району можливого знаходження «Бісмарка» і «Принца Ойген» була спрямована потужна оперативна група кораблів віце-адмірала Л. Е. Голланда, до якої входили найсильніший корабель Королівського флоту лінійний крейсер «Худ» (командир — капітан Р.Керр) і новий, ще не пройшов усіх випробувань, лінкор типу «Кінг Георг V» «Принц Уельський» (командир — кептен Дж. К.Ліч) і 6 есмінців. Вихід в Атлантику між Ісландією і Фарерами пильнували легкі крейсери «Аретуза», «Бірмінгем» і «Манчестер». У Данській протоці патрулював загін важких крейсерів контр-адмірала У. Ф. Вейк-Волкера у складі флагманського «Норфолка» (командир — кептен А. Дж. Л. Філліпс) і «Саффолка» (кептен Р. М. Елліс).

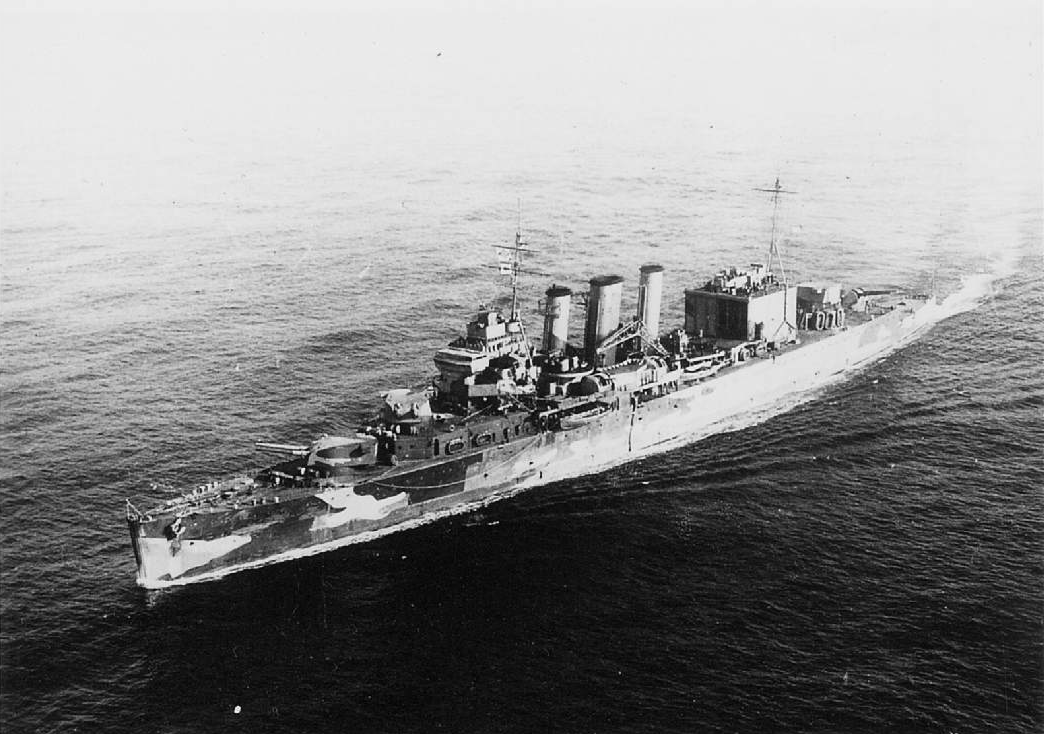
Важкий крейсер «Саффолк» під час переслідування німецького лінкора «Бісмарк». 24 травня 1941

О 19:22 23 травня один зі спостерігачів на «Саффолк» помітив у вечірній імлі нечіткі силуети двох великих кораблів. Кептен Елліс негайно оголосив бойову тривогу і наказав максимально збільшити швидкість. Відстань до помічених кораблів визначено приблизно в 7 миль. Спочатку з'явилися сумніви щодо їх походження — один зі спостерігачів навіть стверджував, що бачить «Худ» і «Принц Уельський», але незабаром характерні силуети німецьких кораблів були обізнані й послана шифрограма Вейк-Волкеру і Тові: «Ворог у поле зору». Тим часом «Саффолк» змінив курс і зник в імлі, потім повернувся і встановив радарний контакт з німецькими кораблями.
Отримавши інформацію, флагманський крейсер «Норфолк» швидко попрямував до «Саффолка», посилаючи сигнали тривоги Адміралтейству і закликаючи на допомогу групу віце-адмірала Голланда. Німецькі кораблі також викрили присутність англійського крейсера і збільшили швидкість. «Саффолк» тримався поза дальності досяжності гармат кораблів адмірала Лют'єнса. Менш ніж за годину до нього приєднався «Норфолк», який наблизився до ворога на відстань у 6 миль.
О 20:15 німецький лінкор відкрив вогонь по цьому крейсеру, який однак швидко вийшов з-під обстрілу і разом з «Саффолком» тримався на певній відстані. Британські крейсери буквально «не спускали очей» з німецьких кораблів, утримуючи їх силуети на екранах своїх радарів і слідуючи за ними, як тіні до підходу групи віце-адмірала Голланда. «Худ» і «Принц Уельський» з'явилися на світанку 24 травня, незабаром після 5:30, коли відстань до ісландського мису Рейк'янес склало 270 миль. Противники готувалися до бою — «Саффолк» і «Норфолк» виконали свою основну задачу і трималися на віддаленні.
О 5:53 24 травня 1941 року був відкритий артилерійський вогонь. Артилерійський бій почався на дистанції 21 000 м, яку незабаром скоротили до 18 000 м. Протягом наступних 10 хвилин Королівський флот зазнав найбільшої поразки у тій війні — після швидкоплинної артилерійської дуелі і фатального влучення у льох з боєприпасами піднявся у повітря «Худ», гордість флоту Великої Британії, і о 6:03 він затонув з усім екіпажем (з 1421 людини команди лінійного крейсера врятувалися лише троє). Тієї же миті отримав пошкодження і «Принц Уельський», який швидко поставив димову завісу і вийшов з бою. Німецькі кораблі, користуючись вигідною ситуацією, перервали бойової контакт і пішли в південно-західному напрямку. За ними пішов тільки «Саффолк». «Норфолк» супроводжував пошкоджений «Принц Уельський», тому тимчасово відстав, чекаючи виправлення пошкоджень лінкора.
У перебігу таких подій, пошук і знищення «Бісмарка» стали для Королівського флоту справою честі. Тому до району операції були стягнуті всі наявні сили: 4 лінкори і 2 лінійних крейсери, 2 авіаносці, 12 крейсерів і велика кількість есмінців. Вже 24 травня британські кораблі, що кинулись переслідувати німецьку групу, наздогнали противника і відкрили вогонь з метою затримати його до підходу своїх головних сил. Але після короткого артилерійського бою британці були змушені піти, чим скористався «Принц Ойген», який за наказом адмірала Лют'єнса відокремився від «Бісмарка» і самостійно пішов в Атлантику (згідно з іншою версією, це сам «Бісмарк», щоб дати відірватися від переслідування крейсеру «Принц Ойген», повернув у бік британських кораблів і пов'язав їх коротким боєм). Зрештою, після тижневої погоні німецький лінкор наздогнали і 27 травня він був потоплений у бою з лінкорами «Кінг Георг V» і «Родні» і важкими крейсерами «Норфолк» і «Дорсетшир». «Саффолк» повернувся на базу раніше — близько 12:00 24 травня.

### Перші арктичні конвої
27 липня з Ісландії вийшли два з'єднання кораблів, які повинні були атакувати Шпіцберген і узбережжя Норвегії. До складу другого з'єднання, що вийшло для проведення рейду на Кіркенес і Петсамо, входили авіаносці «Фьюріос» і «Вікторіос», на борту яких перебувало близько 100 літаків палубної авіації, важкі крейсери «Девоншир» і «Саффолк» та 6 есмінців «Ескапада», «Антілоуп», «Ектів», «Акейтіз», «Інтрепід» і «Ентоні». Під керівництвом контр-адмірала У. Ф. Вейк-Волкера воно повинно було підтвердити в очах громадськості панування британського флоту у морях Крайньої Півночі й допомогти Радянському Союзі, вже більше місяця воював з Німеччиною. Однак проведений 30 липня наліт не мав особливого успіху, оскільки німці утримували на своїх базах сильну протиповітряну оборону і знищили зенітним вогнем 16 британських літаків.
8 серпня 1941 року з Хваль-фіорда у Рейк'явіку вийшов перший арктичний конвой до Радянського Союзу під умовною назвою «Дервіш». Він повинен був доставити в Архангельськ 48 винищувачів «Харрікейн». До складу конвою входили старий авіаносець «Аргус» і 6 есмінців ескорту, які супроводжували транспортні судна. Групу прикриття контр-адмірала Вейк-Волкера становили авіаносець «Вікторіос» і важкі крейсери «Девоншир» і «Саффолк». 1 вересня конвой безперешкодно досяг Кольської затоки.
29 вересня «Саффолк» вийшов у супроводження чергового конвою до Росії — конвою PQ 1, з доставлення сировини для радянської промисловості, 20 танків та 193 винищувачів «Харрікейн» радянським ВПС. 11 жовтня 1941 року крейсер без подій повернувся з черговим конвоєм з Архангельська до Скапа-Флоу.

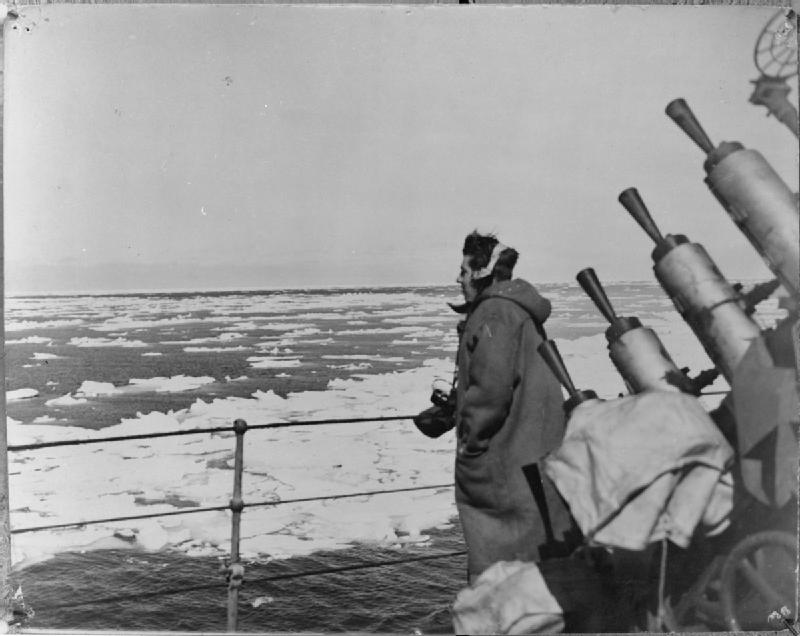
Важкий крейсер «Саффолк» у суворих умовах арктичних морів.

3 листопада важкий крейсер узяв участь в полюванні на німецькі «Тірпіц» та «Адмірал Шеєр», що за даними розвідки мали прорватися до північних комунікацій, торованих арктичними конвоями союзників. 5 числа він приєднався до оперативної групи британського флоту з лінкором «Кінг Георг V», авіаносцем «Вікторіос», крейсерами «Бервік» та «Кент», есмінцями «Ашанті», «Матабеле», «Панджабі», «Оффа» та «Орібі». До грудня оперативна група перебувала в підвищеній готовності, але німці так і не наважились вийти у відкрите море.

### 1942
У січні 1942 року британські кораблі перебували ще раз у готовності до перехоплення «Тірпіца», проте противник у рейд не вийшов. Протягом січня-лютого «Саффолк» продовжував виконання завдань щодо патрулювання поблизу Ісландії. 20 березня виходив на прикриття авіаносця «Вікторіос», який планувався застосовувати палубну авіацію в разі прориву у Північну Атлантику німецьких капітальних кораблів. Після цього був направлений на ремонт у Ньюкасл-апон-Тайн, що проводився з березня до 4 липня 1942 року. В Арктику крейсер повернувся у серпні 1942 року.
2 вересня 1942 року з Шотландії вирушив конвой PQ 18, що нараховував 39 суден, а 13 вересня з Архангельська — зустрічний конвой QP 14 з 15 суден. Важкі крейсери «Саффолк», «Лондон» і флагманський «Норфолк» під прапором віце-адмірала С. С. Бонем-Картера входили до складу групи ближнього прикриття обох конвоїв. Групу далекого прикриття становили лінкори «Енсон» і «Герцог Йоркський», легкий крейсер «Ямайка» і 5 есмінців. Крім того, у разі загрози до сил ескорту конвоїв PQ 18 і QP 14 могли підключитися важкий крейсер «Камберленд» і легкий крейсер «Шеффілд», що брали участь в операції з доставки на Шпіцберген постачання. Досить сильний безпосередній ескорт PQ18 складався з флагманського легкого крейсера «Сцилла», ескортного авіаносця «Евенджер», який вперше вийшов в арктичні води, 20 есмінців і 15 інших кораблів підтримки. Незважаючи на таку потужну охорону, втрати конвою від атак німецьких підводних човнів і авіації склали 13 суден. Конвой QP 14 втратив 4 транспортних судна і есмінець ескорту. Після проводки конвою PQ 18 на трасі полярних перевезень настало затишшя, викликане необхідністю застосування транспортів і сил ескорту в десантній операції в Північній Африці. Тільки взимку 1942/43 року було відновлено рух конвоїв до наступної перерви в березні 1943 року, що тривав до листопада.
17 листопада крейсер вийшов на чолі групи кораблів для прикриття повернення конвою QP 15, що йшов з Росії. 28 листопада кораблі повернулись до Хваль-фіорда у Рейк'явіку.

### 1943—1945
З 11 грудня 1942 до середини квітня 1943 року «Саффолк» проходив ремонт в «Ройал Альберт Док» у Лондоні. З травня 1943 року брав участь у супроводженні конвоїв в Атлантичному океані, що доставляли вантажі та матеріали до Західної Африки й у зворотному напрямку до Англії. У червні ескортував конвой WS 30 до Фрітауна, звідкіля здійснив перехід до Кейптауна, а 20 червня прибув до Дурбана.
У липні 1943 року крейсер спрямований в далекосхідні води, тому здійснив похід до 4-ї крейсерської ескадри в бухті Кіліндіні у Момбасі, в Британської Кенії. З 15 липня вийшов з крейсерами «Ньюкасл», «Фробішер» та «Сассекс» до Дієго-Суареса на Цейлоні. З серпня 1943 до квітня 1944 року залучався до патрулювання та ескорту суден і конвоїв в акваторії Індійського океану.
У жовтні 1944 року важкий крейсер «Саффолк» включений до оперативної групи № 63.2 (TG63.2) Східного флоту, що проводила диверсійні та демонстраційні дії на Нікобарських островах, прикриваючи справжню мету — висадку американських військ на острів Лейте.
4 січня 1945 року 63-тя об'єднана оперативна група британського флоту завдала потужного удару по нафтопереробній інфраструктурі у Пангкаланзі на Суматрі, де хазяйнували японські окупанти.
У квітні 1945 року разом з «Камберленд» у складі 63-го з'єднання брав участь в операції «Дракула» — нападі на японські військові об'єкти на Андаманських островах.
18 червня 1945 діяв у складі 63-ї оперативної групи, що прикривала 21-у авіаносну ескадру з авіаносцями «Сталкер», «Шедів» та «Амеєр», що завдавала ударів по аеродромах японців у північній Суматрі та по їхніх кораблях у Малаккській протоці.
На початку липня 1945 року потрапив у невелику аварію, після чого відправлений в метрополію і 22 липня прибув до Ліверпуля.

### Післявоєнний час
У вересні здійснив рейс до Австралії, після повернення з якого в кінці року виведений до Резерву флоту в Чатемі. У 1947 році в Шірнесс виключений зі списків флоту і 15 березня наступного року проданий на злам. 27 червня крейсер прибув на верф «Кешмор» у Ньюпорті і 16 січня 1948 року розібраний на метал.